# Quadrângulo de Mare Australe

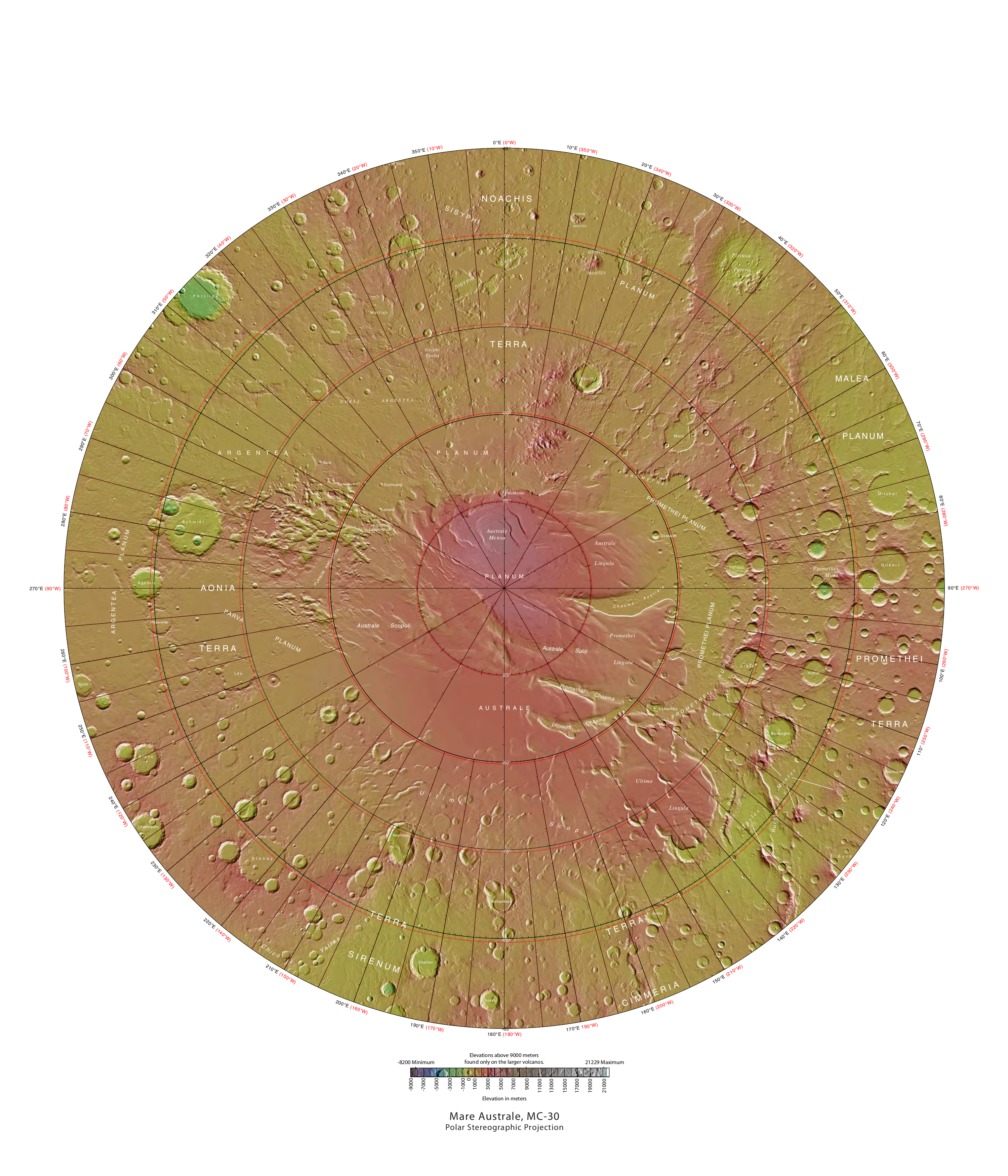
Quadrângulo de Mare Australe

O quadrângulo de Mare Australe é um de uma série de 30 quadrângulos em Marte estabelecidos pelo Programa de Pesquisa de Astrogeologia do Serviço Geológico dos Estados Unidos (USGS em inglês). Também pode-se referir ao quadrângulo de Mare Australe como MC-30 (Mars Chart-30).. O quadrângulo de Mare Australe abrange toda a área a sul de 65º.

## Cidade Inca

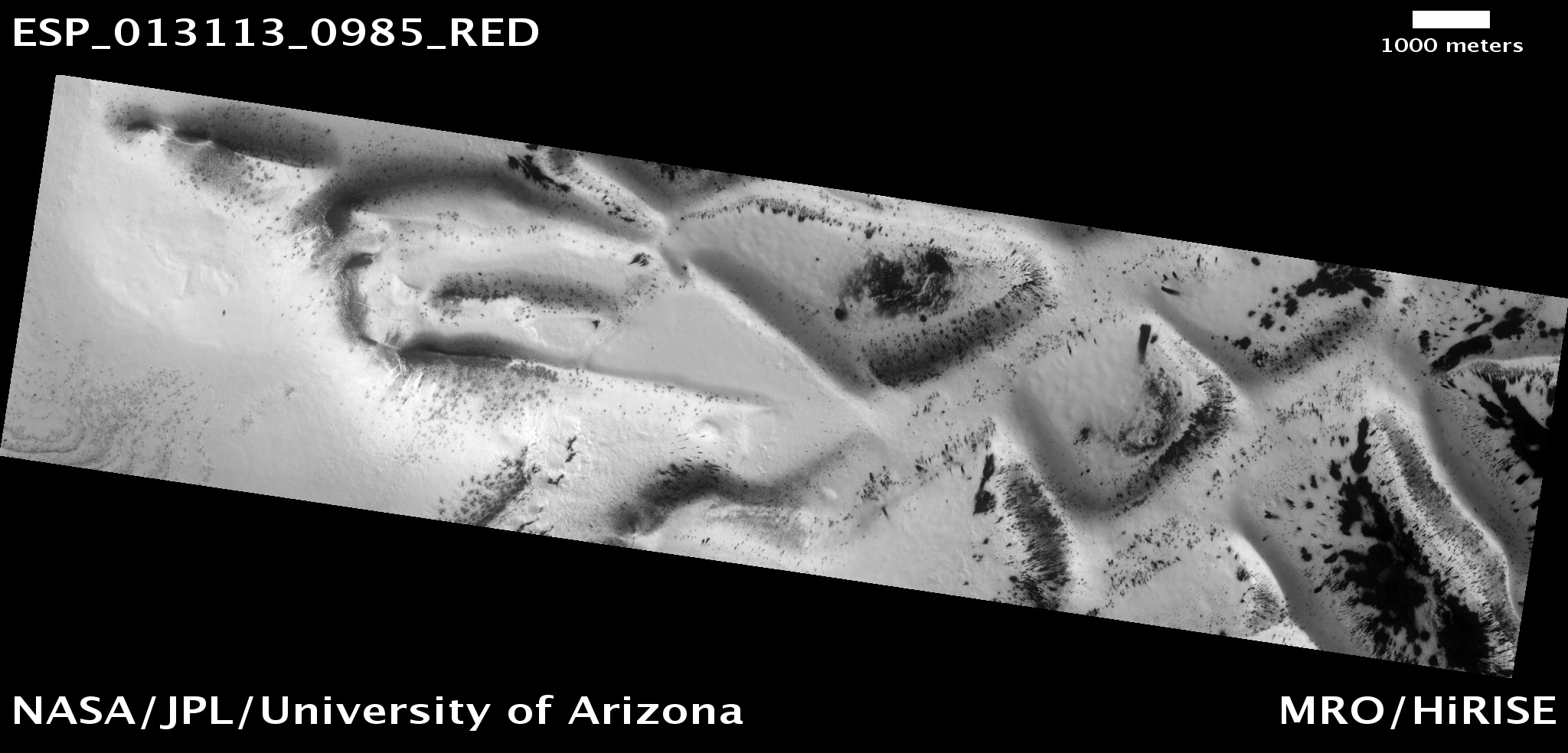
A Cidade Inca vista pela HiRISE. Áreas claras são depósitos congelados.

A Mariner 9 mostrou uma pequena área localizada a 82° S e 66° W que se assemelhava às ruinas de uma antiga cidade. Os membros da equipe da Mariner as chamaram de "Cidade Inca." Parecia se tratar de dunas que se formaram a partir de ventos que sopraram de duas direções diferentes, mas as dunas eram bastante grandes. Em 2002 a camera da Mars Global Surveyor revelou que a Cidade Inca era parte de uma grande estrutura circular medindo 86 km de diâmetro. Assim, sua forma demonstrou que essa formação foi provavelmente causada pelo impacto de um asteróide que colidiu na crosta. Posteriormente, o magma fluiu através das fendas. Quando o magma esfriou, uma muralha de rochas (dique) rígida e resistente a erosão se formou. A cratera foi coberta e posteriormente exumada. As muralhas de rocha rígida sobraram ao redor como um material mais suave desgastado pela erosão.

## Capa de gelo
A principal característica de Mare Australe é sua capa glacial. A capa polar permanente do pólo sul é muito menor que aquela do norte. Seu diâmetro é de 400 km, comparado com os 1100 km de diâmetro da capa do pólo norte. A cada inverno, a capa de gelo cobre a superfície até a latitude 50°.  Parte da capa de gelo consiste em gelo seco, dióxido de carbono sólido. A cada inverno a capa de gelo se expande adicionando de 1.5 a 2 metros de gelo seco da precipitação de nuvens polares. No verão, a capa de gelo sublima (passa do estado sólido diretamente para o gasoso) para a atmosfera. A cada ano em Marte, até um terço do dióxido de carbono (CO2) de Marte congela durante o inverno durante o inverno nos hemisférios norte e sul. Cientistas mediram até mesmo mudanças sutis no campo gravitacional de Marte devido ao movimento do dióxido de carbono. Em outras palavras, a acumulação do gelo no inverno afeta a gravidade do planeta.  Marte possui estações similares àquelas da Terra devido ao fato de seu campo gravitacional possuir uma inclinação similar à do nosso planeta. (25.19° para Marte, 23.45° para a Terra). A capa polar sul possui uma altitude mais elevada e é mais fria que a do norte.

## Capa de gelo deslocada
A capa de gelo residual é deslocada. Isto é, ela não é centrada no pólo sul. No entanto, a capa sazonal do sul tem seu centro próximo ao pólo geográfico sul. Estudos tem mostrado que o deslocamento para fora do centro dessa capa é provocado pelo fato da neve cair muito mais em um lado do que do outro. No lado do hemisfério ocidental no pólo sul um sistema de baixa pressão se forma porque os ventos se desviam pela Bacia Hellas. Esse sistema gera mais neve. No outro lado, há menos neve e mais gelo. A neve tende a refletir mais neve no verão, fazendo com que este não derreta nem sublime muito (o clima de Marte faz com que a neve vá diretamente do sólido para o gasoso). O gelo, por outro lado, possui uma superfície mais rígida e tende a aprisionar mais radiação solar, resultando em mais sublimação. Em outras palavras, áreas com um verão mais rigoroso são mais quentes.

## Aparência de queijo suíço
Enquanto a capa polar norte de Marte possui uma superfície plana e esburacada semelhante ao queijo cottage, a capa polar sul possui buracos maiores, passagens mesas que dão à região uma aparência de queijo suíço. 
A camada superior da capa residual foi erodida em mesas planas no topo com depressões circulares. Observações feitas pela Mars Orbiter Camera em 2001 mostraram que as escarpas e paredes dos buracos da capa polar sul haviam retraído a uma média de aproximadamente 3 metros desde 1999. Em outras palavras, elas estavam recuando 3 metros por ano marciano. Em algumas partes da capa polar as escarpas recuam menos de 3 metros por ano marciano, em outras o recuo pode chegar ao máximo de 8 metros por ano marciano. Com o passar do tempo, os buracos no pólo sul se mesclam tornando-se planícies, mesas tornam se buttes, e buttes desaparecem para sempre. Desde 2001, mais três anos marcianos se passaram. A forma circular é provavelmente resultante em parte do ângulo do sol. No verão, o sol se move pelo céu, às vezes 24 horas por dia, pouco acima do horizonte. Como resultado as paredes de uma depressão circular receberão mais luz solar do que o fundo, a parede derreterá muito mais que o fundo. As paredes derretem e o fundo permanece o mesmo.
As imagens abaixo mostram o porque da comparação entre a superfície dessa região e o queijo suíço; pode-se também observar as diferenças no decorrer de dois anos.

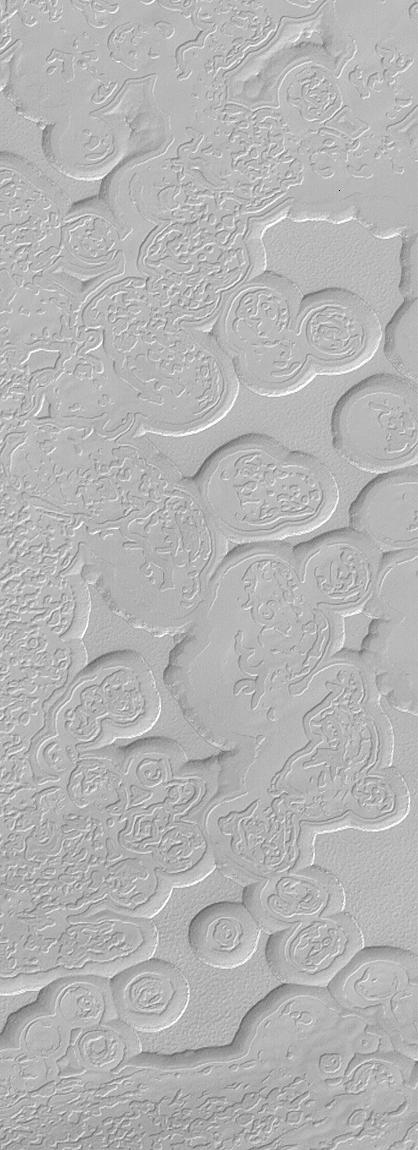
Formações semelhantes a um queijo suíço vistas pela Mars Global Surveyor.
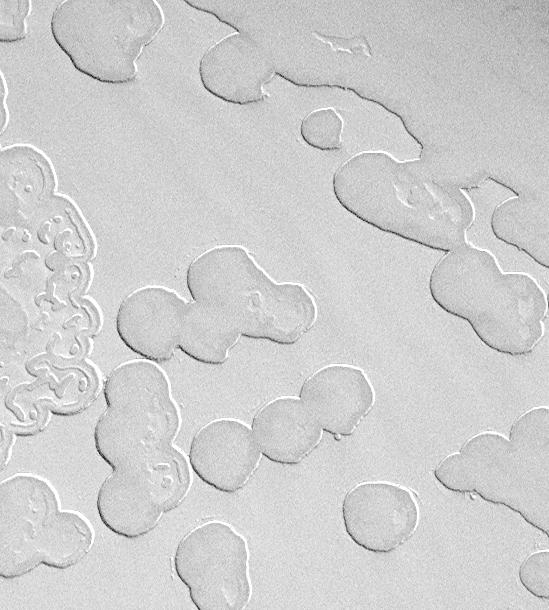
Formações de gelo semelhantes a um queijo suíço vistas pela Mars Global Surveyor exibindo camadas.
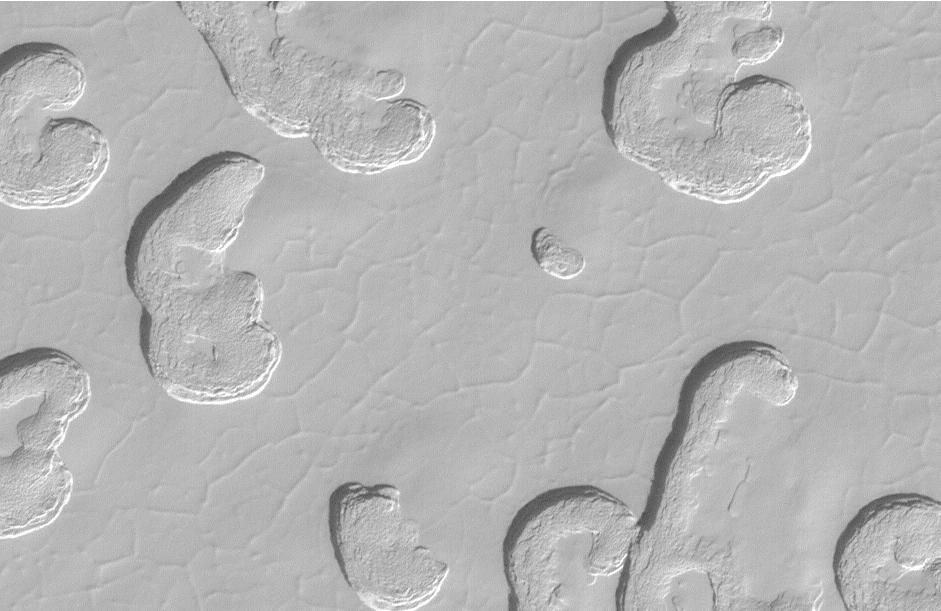
Imagem aproximada do terreno semelhante a um queijo suíço, visto pela Mars Global Surveyor.
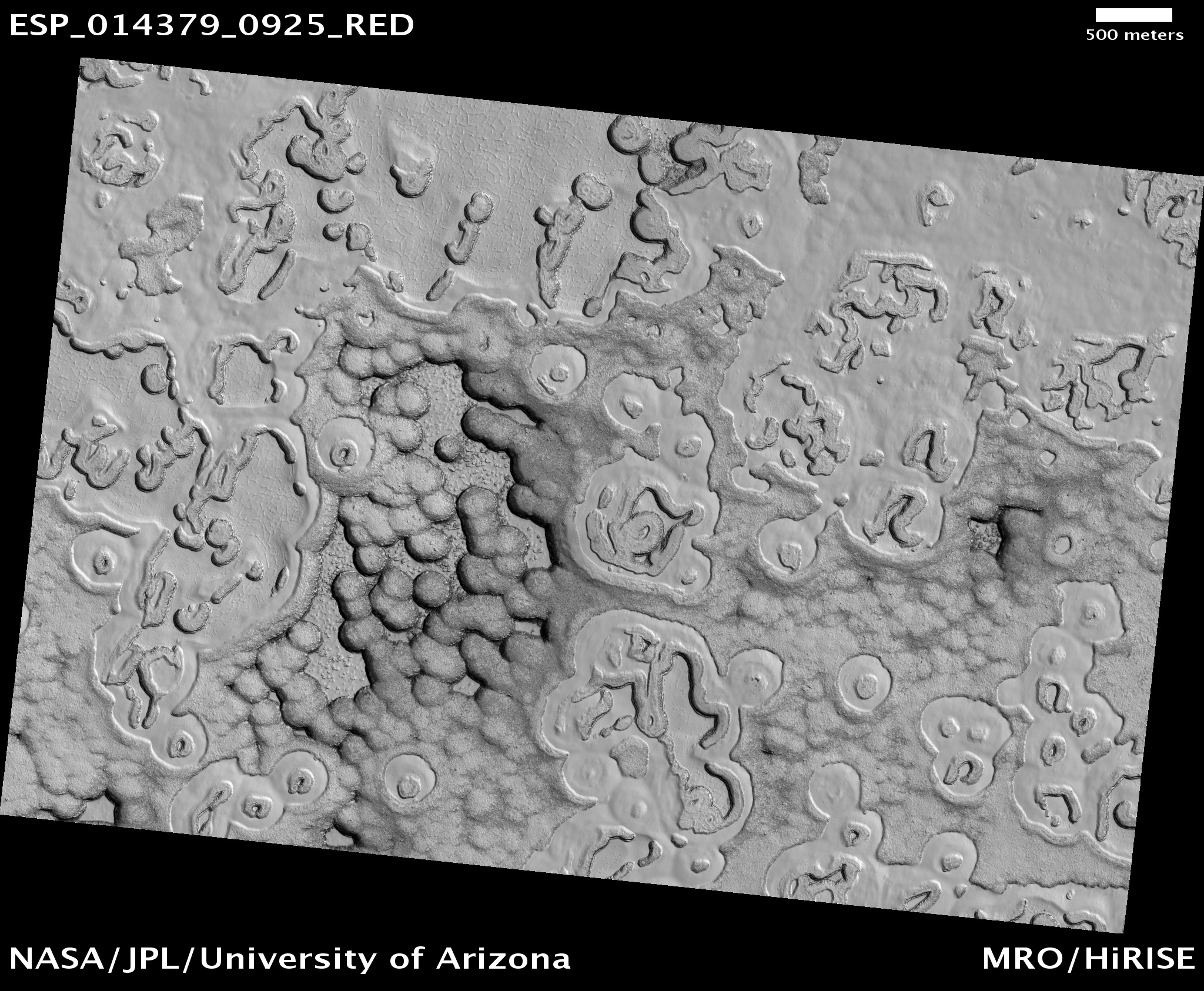
Vista da HiRISE do terreno do Pólo Sul.

## Marte está se aquecendo?
Estudos sugerem que em algum tempo num passado não muito distante, Marte possuía um clima mais frio que fazia com que dióxido de carbono fosse depositado. Se for tomada a média do recuo da escarpa e projetá-lo de frente para trás de forma que os buracos e passagens fossem preenchidos novamente com dióxido de carbono perdido, conclui-se que um período de clima mais frio pode ter ocorrido há poucos séculos ou dezenas de milhares de anos. Esse tipo de escala temporal não é diferente do das mudanças climáticas que têm sido registradas na Terra, incluindo as Eras do Gelo e as flutuações menores que ocorreram  desde a última Era do Gelo (por exemplo, a "Pequena Era Glacial" que durou da metade do século XIV até a metade do século XIX)."

## Camadas

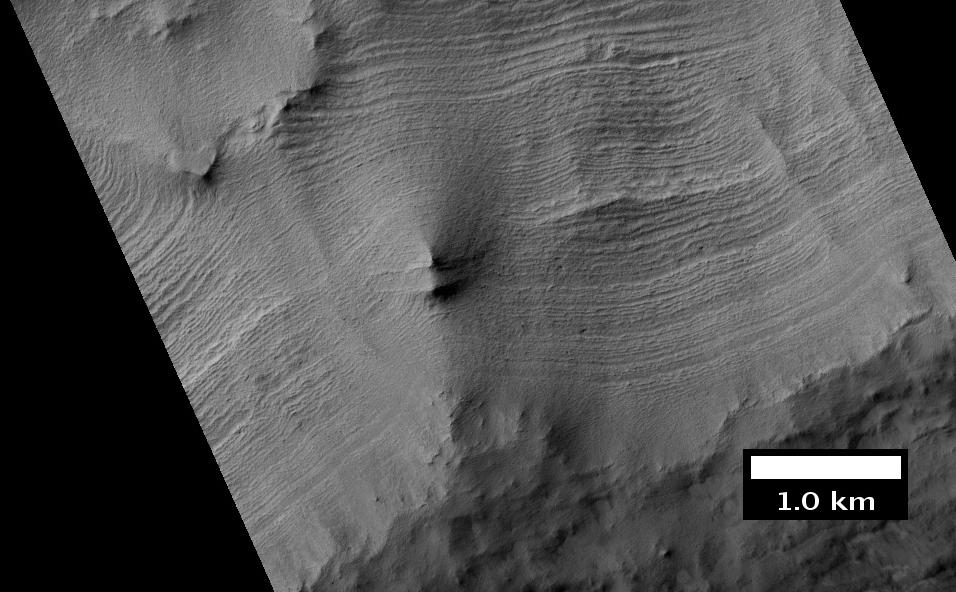
Foto aproximada das camadas em uma das paredes da cratera McMurdo, vista pela HiRISE.

Ambas as capas polares mostraram formações em camadas, chamadas depósitos polares em camadas, que resultam do derretimento sazonal e deposição do gelo e poeira das tempestades marcianas. Informações sobre o clima passado de Marte podem eventualmente ser reveladas nessas camadas, assim como os dados dos anéis das árvores e núcleos de gelo o fazem na Terra. Ambas as capas polares exibem padrões ondulados, provavelmente causados pelos padrões do fluxo do vento. As ondulações também são influenciadas pela quantidade de poeira. Quanto mais poeira, mais escura é a superfície. Quanto mais escura, mais derretimento. Superfícies mais escuras absorvem mais luz. Há outras teorias que tentam explicar as vastas ondulações.
Agumas ds camadas no polo sul também exibem fraturas poligonais na forma de retângulos. Especula-se as fraturas são causadas pela expansão e retração de água congelada abaixo da superfície.

## Canais Starburst (Aranhas)
Canais starburst são padrões de canais que irradiam para fora em extensões ramificadas. Estes são causados por gases que escapam junto com a poeira. O gás se acumula abaixo do gelo translúcido à medida que a temperatura se aquece durante a primavera. Possuindo típicamente extensões 500 metros e profundidade de 1 metro, as aranhas podem passar por mudanças observáveis em poucos dias. Um modelo para o entendimento da formação das aranhas diz que a luz solar aquece partículas de poeira no gelo. Os grãos de poeira aquecidos se depositam através do derretimento do gelo enquanto os buracos por onde a poeira passou são cristalizados. Como resultado o gelo se torna muito mais claro. A luz solar então atinge o fundo escuro da placa de gelo e faz com que o dioxide de carbono solidificado se transforme em gas, que por sua vez flui para cima em regiões que possuem uma abertura para a superfície. O gás é ejetado para for levando a poeira consigo. Ventos na superfície sopram o gás e poeira escapante em leques escuros que podem ser observados por sondas orbitando o planeta. A física desse modelo é similar àquela utilizada para explicar as plumas negras emergindo da superfície de  Tritão.
Pesquisas publicadas em 2010 utilizando imagens da HiRISE mostraram que alguns dos canais nessas aranhas se expandem e sobem terreno acima devido ao gás ser o agente erosivo. Os pesquisadores também descobriram que o gás flui para uma fenda que se formou em algum ponto fraco da camada de gelo.  À medida que o sol emerge acima do horizonte, gás das aranhas ejetam poeira que é levada pelo vento resultando na forma de um leque escurecido.  Parte da poeira é aprisionada nos canais.  Eventualmente o gelo cobre todas as fendas e canais até a próxima primavera, quando o ciclo se repete.

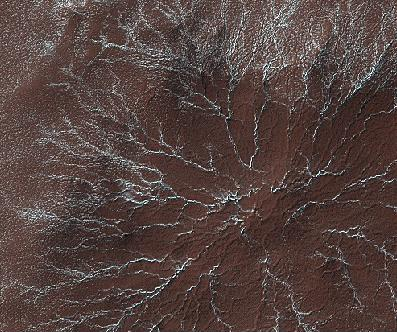
Canais star burst formados pela passagem de gás, vistos pela HiRISE.  Canais star burst, também chamados aranhas, podem medir até 500 metros de siâmetro e 1 metro de profundidade.
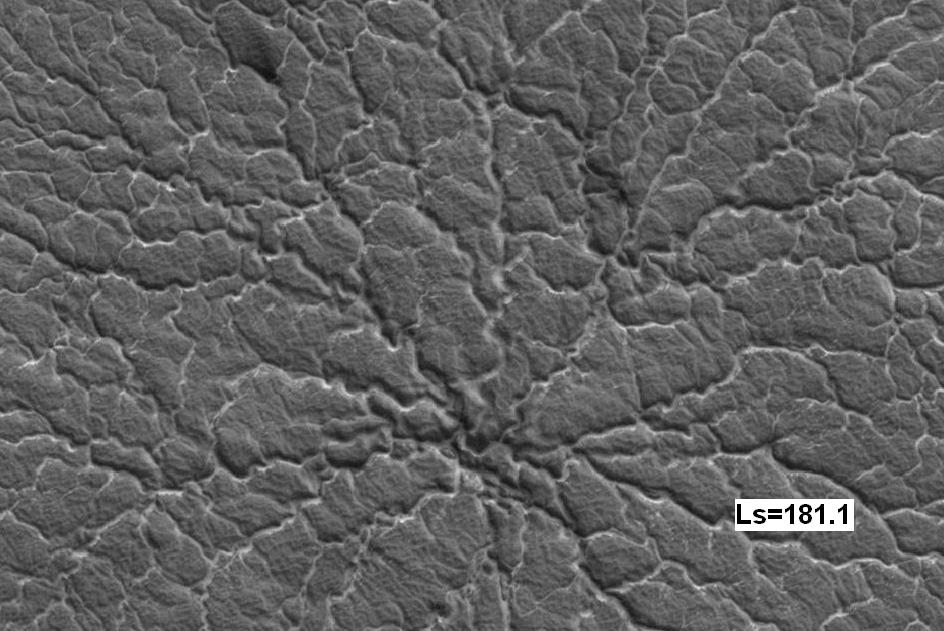
Aranha no segundo dia marciano da primavera, vista pela  HiRISE.
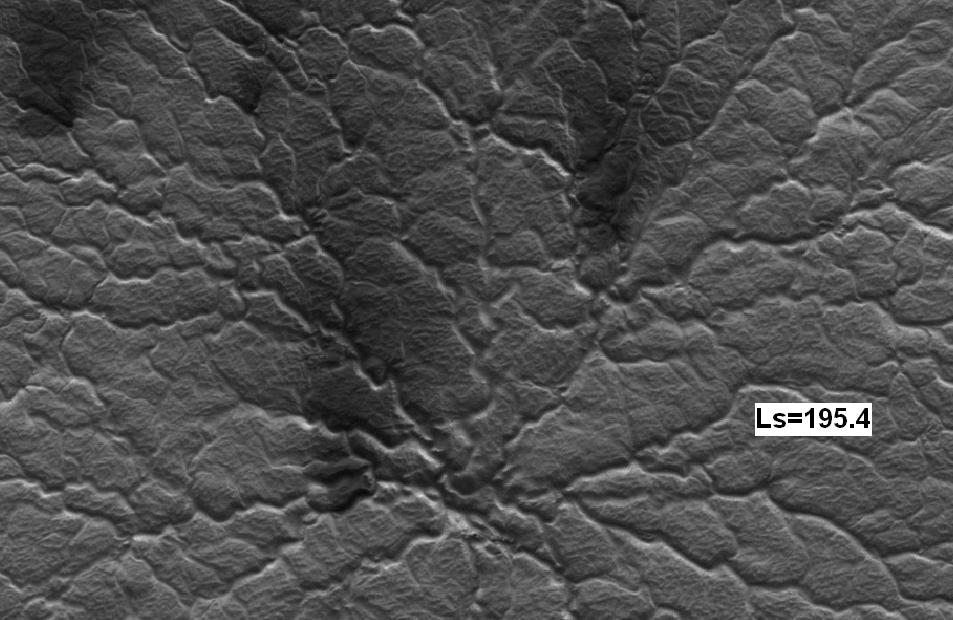
Algumas aranhas 14 dias marcianos depois, vistas pela HiRISE.  Note o maior número de fendas escuras causadas pela liberação de dióxido de carbono e material escurecido.

## Outras formações no quadrângulo de Mare Australe

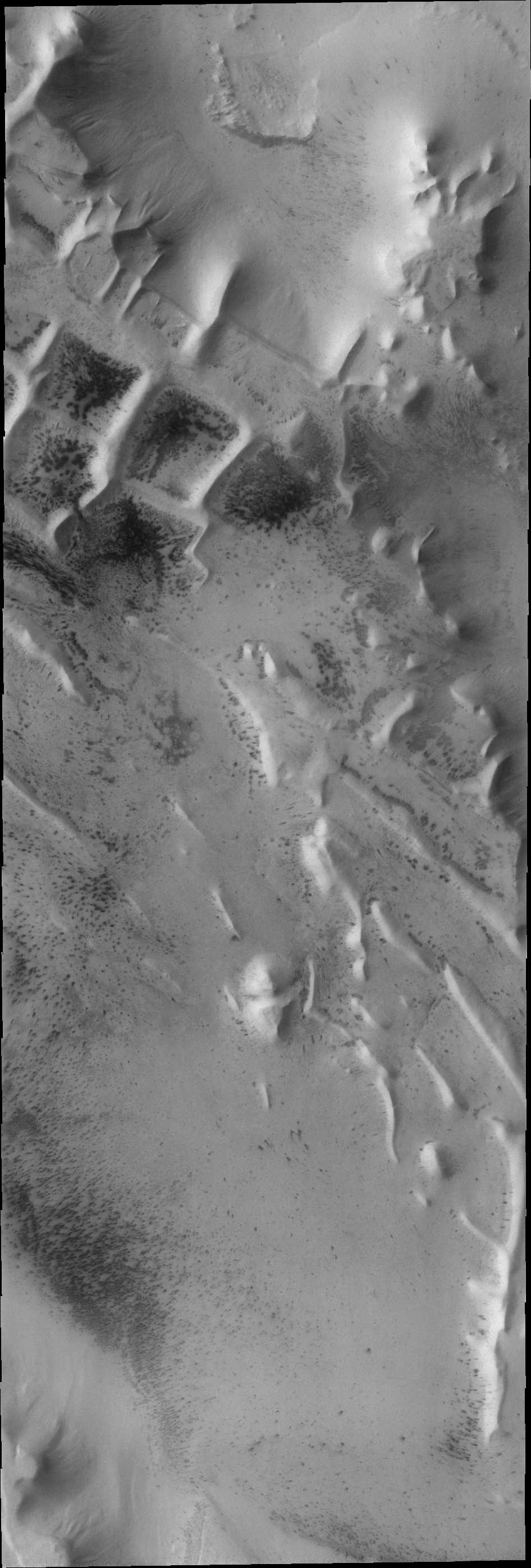
Angustus Labyrinthus, visto pela THEMIS.
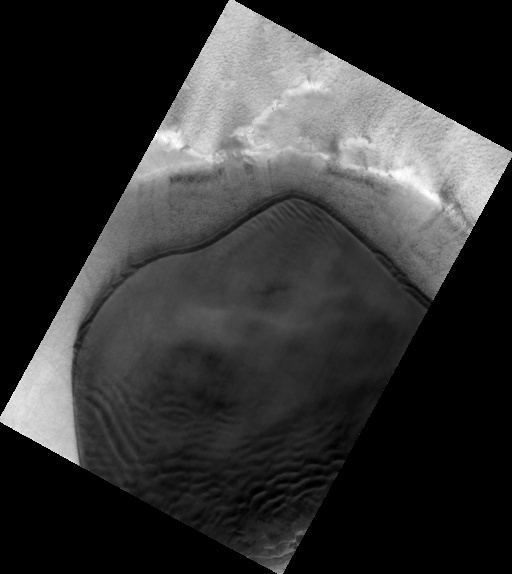
Pityusa Patera, vista pela HiRISE.
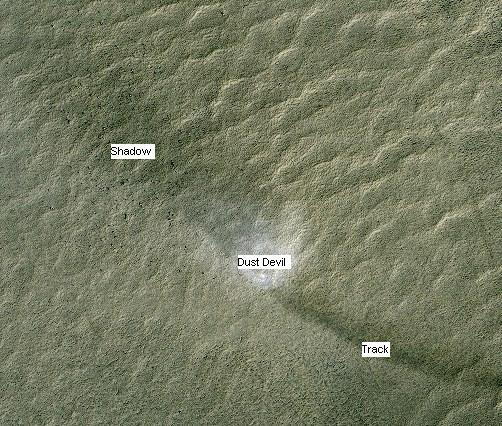
Redemoinho, visto pela HiRISE.  O redemoinho se move para o canto superior à esquerda, deixando um rastro escuro na parte infrior à direita. A sombra do  redemoinho is se encontra acima à sua esquerda.